# Děpoltovice
Děpoltovice är en ort i Tjeckien.   Den ligger i regionen Karlovy Vary, i den västra delen av landet, 120 km väster om huvudstaden Prag. Děpoltovice ligger 494 meter över havet och antalet invånare är 302.
Terrängen runt Děpoltovice är kuperad åt nordväst, men åt sydost är den platt. Runt Děpoltovice är det tätbefolkat, med 881 invånare per kvadratkilometer. Närmaste större samhälle är Karlovy Vary, 8,0 km sydost om Děpoltovice. Omgivningarna runt Děpoltovice är en mosaik av jordbruksmark och naturlig växtlighet.